# Сурджит Сінґг Рігал
Сурджит Сінґг Рігал (14 листопада 1948) — кенійський хокеїст на траві. Увійшов до складу збірної Кенії на літніх Олімпійських іграх 1972 в Мюнхені, де вона посіла 13-те місце. Грав на позиції півзахисника, зіграв 8 матчів і забив 2 голи (по одному у ворота збірних Австралії та Нідерландів).